# Concílio de Vienne
O Concílio de Vienne foi o décimo-quinto concílio ecumênico da Igreja Católica, tendo se reunido entre 16 de Outubro de 1311 e 6 de Maio de 1312 em Vienne, na França. Seu principal resultado foi o de retirar o apoio papal aos Cavaleiros Templários por estímulo do rei da França, Filipe IV.

## Contexto
Os Cavaleiros Templários foram fundados logo após a Primeira Cruzada de 1096 para garantir a segurança dos peregrinos para a recém-conquistada cidade de Jerusalém. Nos anos seguintes, a ordem cresceu em poder e em riqueza. No início do século XIV, o rei Filipe IV da França necessitava urgentemente de dinheiro para continuar a sua guerra contra a Inglaterra e, por isso, ele acusou o Grão-mestre dos Templários, Jacques de Molay, de corrupção e heresia. Em 1307, Filipe mandou prender muitos dos cavaleiros franceses, acusados de heresias, e os fez torturar pelas autoridades francesas até que lhes arrancassem uma confissão. Esta ação o liberou da obrigação de pagar os empréstimos que tinha tomado dos Templários, além de permitir também que ele tomasse todos os ativos da ordem na França.
O Papa Clemente V estava sob o controle de Filipe. Um dos seus predecessores, Bonifácio VIII, tinha alegado sua supremacia sobre Filipe e tentou excomungá-lo quando ele discordou. Porém, Bonifácio foi sequestrado em Anagni por um grupo de cavaleiros sob o comando dos homens de Filipe. Embora ele tenha sido solto depois, o já envelhecido Bonifácio morreu logo em seguida. Seu sucessor, Papa Bento XI, durou menos de um ano até que ele também morreu, provavelmente envenenado por um agente de Filipe, Guillaume de Nogaret. O francês Clemente foi assim fortemente pressionado a seguir as ordens de Filipe. Embora os concílios ecumênicos da Igreja Católica sejam convocados pelo Papa, o concílio de Vienne foi, na realidade, convocado a pedido do rei francês para desmontar os Templários nos demais países onde eles atuavam.

## A convocação do Concílio

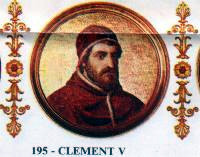
Papa Clemente V.
In situ na Basílica de São Paulo Extramuros.

O Papa Clemente V provocou o concílio emitindo duas bulas, Faciens misericordiam e Regnans in coelis, em agosto de 1308. A cidade escolhida foi Vienne, que fica no rio Ródano, no sul da França, uma região que na época estava fora do controle direto de Filipe IV. Esta escolha visava dar uma impressão de ação independente por parte do Papa.
O principal item na agenda do concílio não citava apenas a Ordem dos Cavaleiros Templários em si, mas também "suas terras", o que indicava que novos confiscos estavam previstos. Porém, a agenda também convidou arcebispos e prelados a trazerem propostas para melhorias na vida da Igreja.
Uma nota especial foi enviada aos Templários ordenando-os a enviarem defensores adequados para o concílio. O Grão-mestre Jacques de Molay e outros também foram obrigados a aparecer em pessoa. Porém, Molay já tinha sido preso em Paris e os julgamentos de outros templários já estavam em andamento. Esta questão atrasou a abertura do concílio, que finalmente se reuniu em 16 de outubro de 1311. Os presentes consistiam em vinte cardeais, quatro Patriarcas, por volta de cem arcebispos e bispos, além de diversos abades e outros religiosos.

## Decisões tomadas

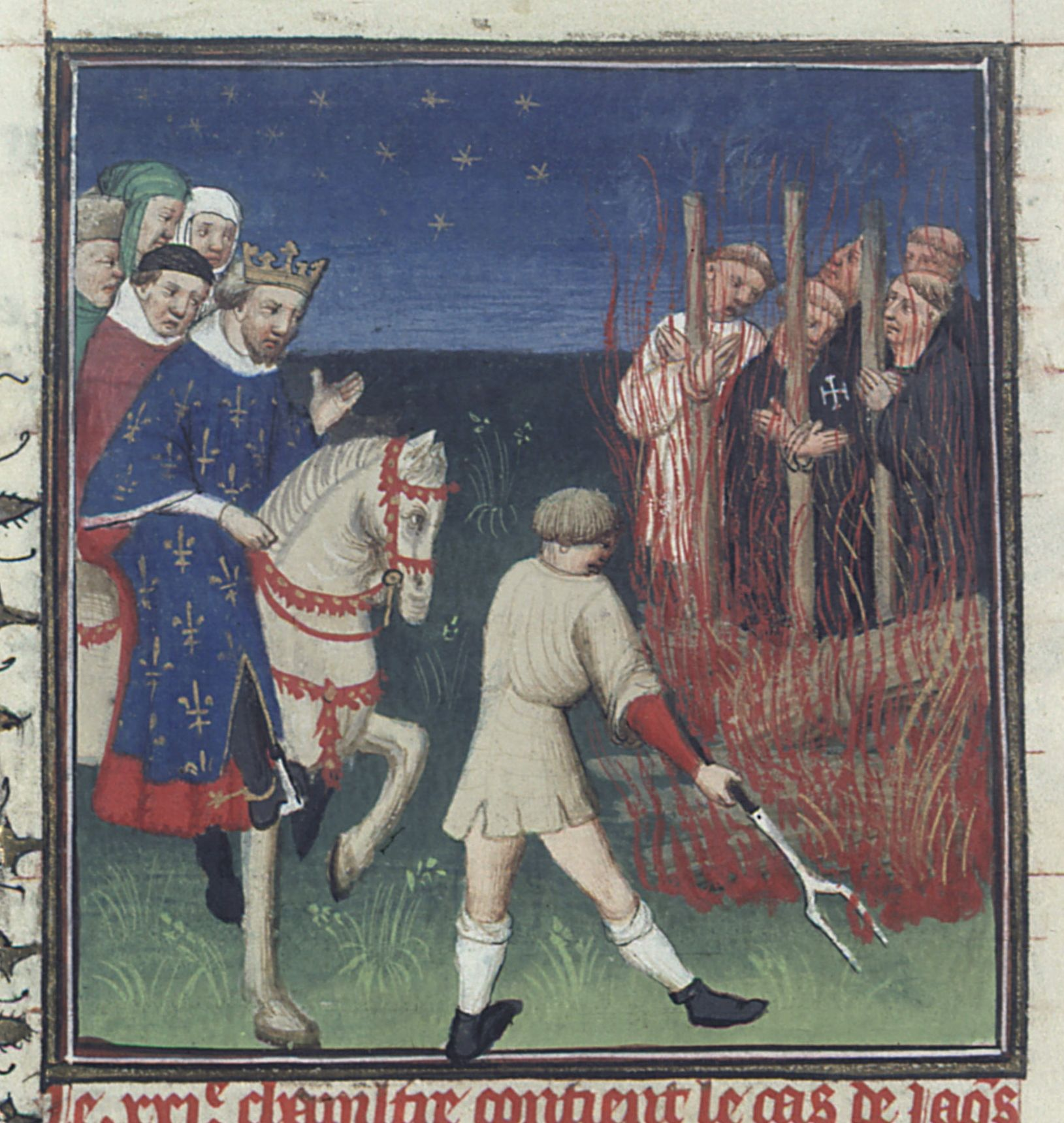
Filipe IV, o Belo executando templários por heresia.
Iluminura do século XV.

Os atos do concílio desapareceram, com exceção de um fragmento de um manuscrito na Bibliothèque Nationale de Paris e dos documentos financeiros dos templários que tinham sido previamente requisitados. O trabalho do concílio não foi feito em sessão plenária, com uma comissão tendo sido apontada para examinar estes registros oficiais sobre a ordem e um comitê menor, de arcebispos e bispos presididos pelo arcebispo de Aquileia, que tinha por objetivo examinar exaustivamente os registros oficiais e os resumos preparados. O Papa e os cardeais negociaram com membros desta comissão de acordo com o assunto. Uma comissão de cardeais também foi indicada para investigar as reclamações e propostas apresentadas sobre o assunto das reformas internas da Igreja.
A maioria dos cardeais e quase todos os membros da comissão eram da opinião de que a Ordem dos Cavaleiros Templários deveria ter o direito de se defender e que nenhuma prova até então coletada era suficiente para condenar a ordem como um todo da heresia de que era acusada pelo ministro de Filipe sem que fosse necessário "torcer" a lei canônica. A discussão sobre a ordem foi então colocada em espera. O tópico mudou para a necessidade de uma expedição à Terra Santa e sobre a tão necessária reforma da Igreja, sobre a moral eclesiástica. Os delegados do rei de Aragão queriam que a cidade de Granada fosse atacada também nesta mesma cruzada, uma forma de atacar de flanco os muçulmanos. Já outros queriam uma cruzada somente no oriente.
Em fevereiro de 1312, enviados de Filipe IV negociaram com o Papa sem consultarem o concílio e Filipe realizou uma assembleia em Lyon para colocar ainda mais pressão sobre o pontífice e os membros do concílio. Em 20 de março, ele foi até Vienne pessoalmente. Clemente foi forçado a adotar o expediente de reprimir a ordem, não por um método legal (de jure), mas sob o princípio de manter o bem-estar geral da Igreja e da ordem apostólica (per modum provisionis seu ordinationis apostolicae). O Papa então passou à comissão de cardeais para aprovação da bula que suprimiu os Templários, Vox in excelso (Voz dos céus), de 22 de março de 1312.
Esta bula foi aprovada pelo concílio em 3 de abril de 1312 e o Papa anunciou uma nova cruzada. As bulas Ad providam, de 2 de maio, e Nuper in concilio, de 16 de maio, confiscaram todas as propriedades dos templários. O destino dos membros da ordem foi decidido na bula Considerantes, de 6 de maio. Por fim, nas bulas Licet dudum (18 de dezembro de 1312), Dudum in generali concilio (31 de dezembro de 1312) e Licet pridem (13 de janeiro de 1313) Clemente lidou com aspectos adicionais sobre as propriedades dos templários.

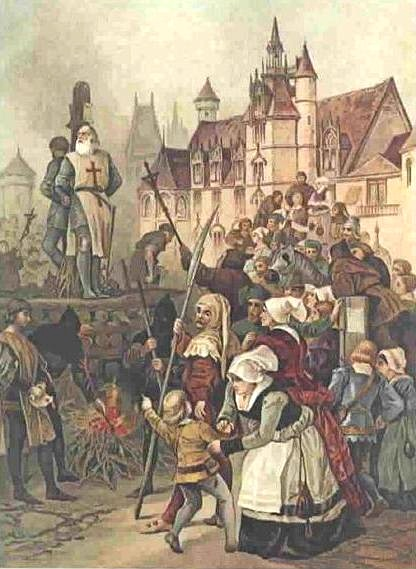
Execução de Jacques de Molay.
Litografia na "Historia da maçonaria" de Albert Gallatin Mackey (1807–1881).

Em agradecimento, Filipe IV retirou as acusações de heresia que ameaçava fazer contra o finado Papa Bonifácio VIII. Ainda assim, um decreto anterior foi renovado, pelo qual o rei da França se isentava de todas as responsabilidades pelo que quer que tenha feito contra Bonifácio. E assim, o notório "Ultraje de Anagni" nunca foi de fato mencionado.
Na terceira e última sessão formal, realizada em 6 de maio, foi lida uma carta do rei da França, na qual ele prometeu tomar a cruz e, junto com seus filhos e grande parte da nobreza francesa, iniciar uma cruzada dentro de seis anos. Se ele morresse antes disso, seu filho mais velho deveria realizar a expedição. A reação usual para uma declaração como esta era a criação de mais um dízimo da igreja: a taxação foi imposta por toda a cristandade por seis anos para este fim. Contudo, na França, todo o dinheiro arrecadado foi apropriado pelo rei que, na verdade, usou os fundos para financiar uma guerra contra os cristãos da região de Flandres. A cruzada jamais se realizou.
As sugestões propostas para discussão pelo concílio sobre a reforma da Igreja não tiveram como objetivo uma melhoria moral, mas ao invés disso tentaram especificar o que constituiria a "pobreza" para o clero e proteger a autonomia da Igreja (um assunto premente na época). Estes assuntos foram também resolvidos na terceira sessão do concílio através da aprovação de um número indeterminado de rascunhos de constituições. Estas foram revisadas e outras fora adicionadas após o final do concílio, mas o trabalho não terminou antes da morte do Papa Clemente em 1314. Elas foram publicadas em 1317 pelo sucessor de Clemente, João XXII como uma coleção de leis canônicas chamadas de "Constitutiones Clementinae".

### Cátedras universitárias
O concílio também decretou estabelecimento de cátedras de grego, hebreu, aramaico e árabe nas universidades de Avignon, de Paris, de Oxford, de Bolonha e de Salamanca. Isso embora depois a cátedra de árabe não tenha sido criada em nenhuma delas.